# Angri
Angri é uma comuna italiana da região da Campania, província de Salerno, com cerca de 29.398 habitantes. Estende-se por uma área de 13 km², tendo uma densidade populacional de 2261 hab/km². Faz fronteira com Corbara, Lettere (NA), San Marzano sul Sarno, Sant'Antonio Abate (NA), Sant'Egidio del Monte Albino, Scafati.

## Demografia
| Variação demográfica do município entre 1861 e 2011                               |
|                                                                                   |
| Fonte: Istituto Nazionale di Statistica (ISTAT) - Elaboração gráfica da Wikipedia |